# Boran baru
Boran baru, Ba(BO
2)
2 – nieorganiczny związek chemiczny, sól barowa kwasu metaborowego. Występuje w postaci hydratów lub odwodnionej, jako biały proszek lub bezbarwne kryształy. Jest bezzapachowy i niepalny. Kryształy bezwodne występują w wysokotemperaturowej fazie α i w fazie niskotemperaturowej β; obie fazy są dwójłomne. Jest materiałem nieliniowym optycznie.

## Właściwości

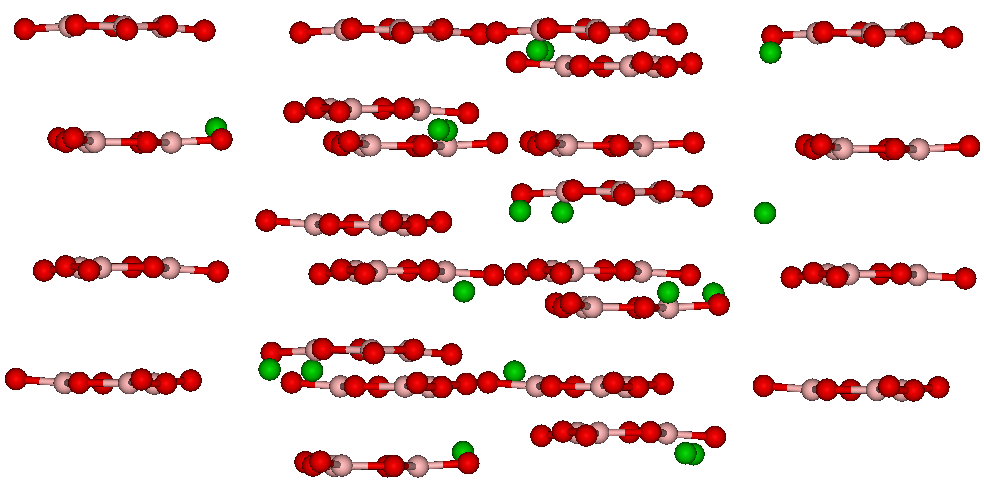
Struktura krystaliczna boranu boru widziana prawie prostopadle do osi c. Kolory: zielony – Ba, różowy – B, czerwony – O

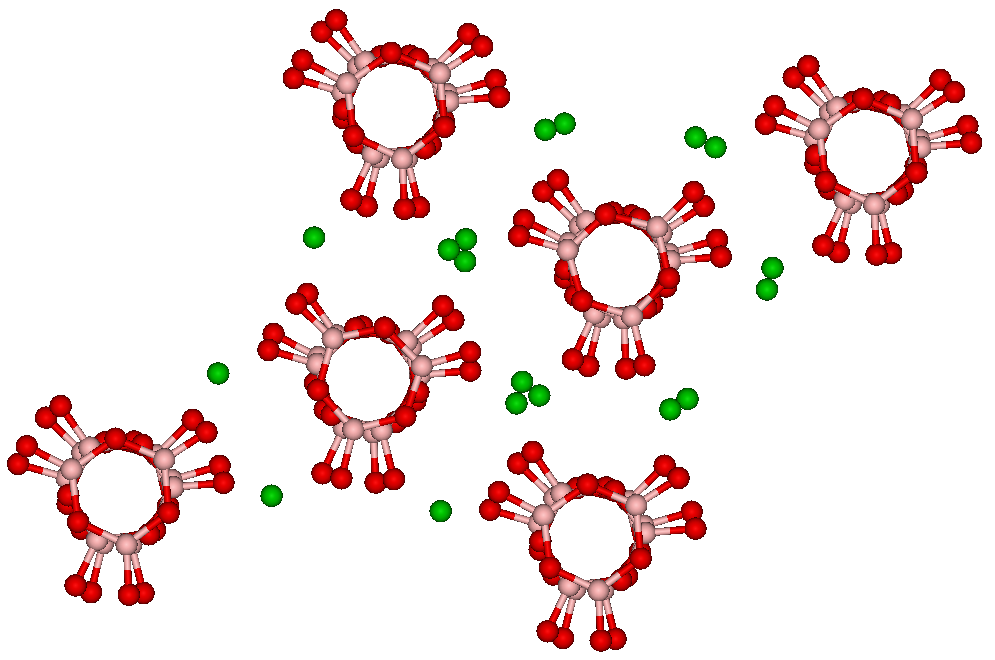
Boran baru widziany wzdłuż osi c

Boran baru występuje w dwóch głównych postaciach krystalicznych α i β. Niskotemperaturowa faza βprzekształca się w fazę alfa po ogrzaniu do 925 °C. Twardość Mohsa obu faz wynosi 4,5. β-Boran baru różni się od formy α pozycjami jonów baru w krysztale. Obie fazy są dwójłomne, jednak faza α ma symetrię środkową, a zatem nie ma takich samych nieliniowych właściwości jak faza β.
α-Boran baru jest materiałem optycznym o bardzo szerokim oknie transmisji optycznej od około 190 do 3500 nanometrów. Ma dobre właściwości mechaniczne i znajduje zastosowanie w ultrafioletowej optyce polaryzacyjnej wysokiej mocy; α-boran baru może zastąpić kalcyt, dwutlenek tytanu lub niobian litu m.in. w pryzmacie Glana-Taylora, pryzmacie Glana-Thompsona, dzielniku wiązki, komórce Pockelsa i innych komponentach optycznych. α-Boran baru ma niską higroskopijność. Jego próg (gęstości mocy) uszkodzenia wynosi 1 GW/cm² przy 1064 nm i 500 MW/cm² przy 355 nm.
β-Boran baru, β-BaB
2O
4, jest nieliniowym materiałem optycznym przezroczystym w zakresie ~ 190–3300 nm. Może być użyty w procesie fluorescencji parametrycznej.
Boran baru ma silnie ujemną dwójłomność jednoosiową i może być dopasowany fazowo dla generacji drugiej harmonicznej w zakresie od 409,6 do 3500 nm. Zależność temperaturowa współczynników załamania światła
w boranie baru jest niska, co pozwala na niezwykle dużą (55 °C) temperaturę pasma ww. dopasowania fazy.

## Otrzymywanie
Boran baru można otrzymać w reakcji (w ciele stałym) kwasu borowego z azotanem baru Ba(NO
3)
2 lub węglanem baru BaCO
3, lub w reakcji chlorku baru BaCl
2 z kwasem borowym lub boraksem, a także w wyniku równoczesnej hydrolizy alkoholanów boru i baru. Kolejną metodą jest piroliza krystalicznych związków organicznych zawierających kwas borowy i jony baru związane koordynacyjnie z dihydroksylowymi pochodnymi fenolowymi. We wszystkich tych podejściach w uzyskanym produkcie trudno zachować właściwy stosunek B:Ba = 2:1.
Produkt o właściwej stechiometrii można uzyskać w reakcji roztworu wodnego kwasu borowego z wodorotlenkiem baru. Otrzymany γ-boran baru zawiera woda krystalizacyjną, którą można usunąć przez ogrzewanie do 300–400 °C. Kalcynacja w około 600–800 °C powoduje całkowitą konwersję do postaci β. Boran baru przygotowany tą metodą nie zawiera śladowych ilości BaB2O2.
Kryształy boranu baru dla optyki nieliniowej można wyhodować ze stopionego stopu boranu baru, tlenku sodu i chlorku sodu.
Cienką warstwę z boranu baru można wytwarzać metodą epitaksji z fazy gazowej z użyciem związków metaloorganicznych przy zastosowaniu Ba[BH(pz)
3]
2 na bazie pirazolu. Różne fazy można uzyskać w zależności od temperatury osadzania. Cienkie warstwy β-boranu baru można wytwarzać za pomocą zolu-żelu. Monohydrat boranu baru wytwarza się z roztworu siarczku baru i tetraboranu sodu; jest to biały proszek, stosowany jako dodatek do farb jako opóźniacz palenia, środek antygrzybiczy i przeciwkorozyjny. Jest również używany jako biały pigment.
Dihydrat boranu baru otrzymuje się z roztworu tetraboranu sodu i chlorku baru w temperaturze 90–95 °C. Po ochłodzeniu do temperatury pokojowej wytrąca się biały proszek. Traci on wodę krystalizacyjną w temperaturze powyżej 140 °C. Jest stosowany jako opóźniacz palenia w farbach, tekstyliach i papierze.

## Zastosowanie
Boran baru jest popularnym nieliniowym kryształem optycznym. Z β-boranu baru można wytwarzać fotony splątane kwantowo.
Boran baru stosuje się jako topnik w ilości około 2% w niektórych recepturach ceramik stosowanych w kondensatorach ceramicznych (dielektryki klasy 2 EIA), jak tytanian baru i cyrkonian ołowiu. Stosunek B:Ba ma kluczowy wpływ na działanie topnika; zawartość BaB
2O
2 (zanieczyszczenie obecne w produktach uzyskanych przez pirolizę związków organicznych) wpływa niekorzystnie na wydajność topnika.
Szkło z boranu baru i popiołu lotnego może być użyte jako ekran dla promieniowania jonizującego. Takie szkła mają lepsze właściwości niż beton (i inne ekrany z boranu baru).
Boran baru jest odporny na promieniowanie ultrafioletowe. W PCV może działać jako stabilizator chroniący tworzywo sztuczne przed degradacją w ultrafiolecie.
Boran baru jest bakteriobójczy i grzybobójczy. Dodawany jest do farb, powłok, klejów, tworzyw sztucznych i produktów papierniczych. Rozpuszczalność boranu baru stanowi wadę, gdy stosuje się go jako pigment. Właściwości alkaliczne i właściwości anodowej pasywacji jonu kwasu borowego wzmacniają działanie antykorozyjne. Boran baru wykazuje działanie synergiczne z boranem cynku.
Hurtowo dostępny pigment metaboranu baru występuje w trzech klasach: stopień I to sam metaboran baru, stopień II jest zmieszany z 27% tlenku cynku, a stopień III jest zmieszany z 18% tlenku cynku i 29% siarczanu wapnia.